# 笠間ショッピングセンター
笠間ショッピングセンター「ポレポレシティ」は、茨城県笠間市赤坂にある大型商業施設（ショッピングセンター）である。イオン笠間店を核店舗としている。

## 概要
国道50号笠間バイパス沿い、笠間市街地の北部に存在する。開業当初はジャスコ笠間店を核店舗としていたが、ジャスコブランドの転換に伴いイオン笠間店となっている。
「ポレポレ」とはスワヒリ語で「ゆっくりのんびり暮らそう」という意味であり、笠間市の都市計画のコンセプトである「ゆっくりとお買い物をしてもらうこと」とも合致することから、公募により選ばれた名前である。

## 沿革
- 1998年（平成10年）4月18日：笠間ショッピングセンター「ポレポレ」、ジャスコ笠間店として開店[1]。

## フロアとテナント

### フロア概要
核店舗のイオン笠間店と56の専門店で構成される。
| 階  | フロア概要                           |
| --- | ------------------------------------ |
| R階 | 屋上駐車場                           |
| 2階 | 衣料品・生活用品・映画館のフロア     |
| 1階 | 食品・生活用品・フードコートのフロア |

### 主なテナント
※テナント情報は2023年5月時点
1階
- ケンタッキーフライドチキン
- 不二家
- 新宿さぼてん
- 魚のサントー
- イタリアントマト

2階
- ポレポレホール（映画館）
- 宮脇書店
- メガネのクロサワ

過去はマクドナルドやミスタードーナツも出店していたが、撤退している。

### ポレポレホール（多目的ホール）
「各種発表会やコンサート、講演会、展覧会、映画会、など地域コミュニティの核としてさまざまなイベントとして活用できる多目的ホール」とされているものの、普段は映画館として使用されており、ポレポレ笠間シネマズという名でAホール（椅子固定式 94席）、Bホール（椅子可動式 76席）の2スクリーンタイプの映画館として利用されている。

## アクセス
鉄道
- JR水戸線笠間駅から徒歩30分

自動車
- 友部インターチェンジから約20分

公共交通
- 関東やきものライナー：同店前にバス停があり、同店の駐車場を利用し東京方面へ向かうよう整備されている。
- かさま観光周遊バス：ただし周遊バスは一方向のみの運行であるため、笠間駅から当店へのバスはない。